# Liste der Naturdenkmäler in Detmold
Die Liste der Naturdenkmäler in Detmold führt die Naturdenkmäler der Stadt Detmold (Stand: 2004) auf.
| Nr.    | Bezeichnung                                                   | Lage                                                            | Beschreibung              | Bild           |
| ------ | ------------------------------------------------------------- | --------------------------------------------------------------- | ------------------------- | -------------- |
| 5.01.1 | 2 Linden, 2 Kastanien                                         | Detmold Lippische Landesbibliothek Detmold (Lage)               |                           |                |
| 5.01.2 | 1 Weide                                                       | Detmold (Lage)                                                  |                           |                |
| 5.01.3 | Kastanie                                                      | Detmold Wallgraben 1 (Lage)                                     |                           |                |
| 5.01.4 | 1 Pyramideneiche                                              | Detmold Gartenstraße 5 (Lage)                                   |                           |                |
| 5.01.5 | 1 Blutbuche                                                   | Detmold (Lage)                                                  |                           |                |
| 5.01.6 | 1 Blutbuche, 1 Eiche, 2 Ahorne, 1 Linde, 1 Pyramideneiche     | Detmold Garten des Lippischen Landesmuseums (Lage)              |                           |                |
| 5.01.7 | 1 Mammutbaum                                                  | Detmold Bandelstraße 11 (Lage)                                  |                           |                |
| 5.01.8 | 2 Linden                                                      | Detmold Am Schützenberg (Lage)                                  |                           |                |
| 5.01.9 | 1 Kiefer                                                      | Detmold Gartenstraße 16 (Lage)                                  |                           |                |
| 5.02.1 | Hohlweg südlich der Bieser Höfe mit Bewuchs an den Böschungen | Barkhausen, südlich Biesen (Lage)                               |                           |                |
| 5.04.1 | 1 Ahorn                                                       | Berlebeck Emswiese am Weg zur Ruine Falkenburg (Lage)           |                           |                |
| 5.04.2 | 3 Mehlbeeren, 2 Elsbeeren                                     | Berlebeck Nordwesthang des Stemberger Waldes (Lage)             |                           |                |
| 5.04.3 | Steinbruch „Geisterschlucht“                                  | Berlebeck Am Stemberg (Lage)                                    |                           | weitere Bilder |
| 5.04.4 | Geologischer Aufschluss                                       | Berlebeck Am Schwesternberg (Lage)                              |                           |                |
| 5.06.1 | 2 Eichen                                                      | Dehlentrup Lemgoer Str. 269 (Lage)                              |                           |                |
| 5.06.2 | 3 Eichen                                                      | Dehlentrup Oberhalb des Oetternbaches bei Gut Röhrentrup (Lage) |                           |                |
| 5.10.1 | Lindenallee                                                   | Heiligenkirchen Hermannsweg (Lage)                              |                           |                |
| 5.10.2 | 1 Weide                                                       | Heiligenkirchen Unterer Weg (Lage)                              |                           |                |
| 5.10.3 | 1 Eiche                                                       | Heiligenkirchen Friedrich-Ebert-Str. 29 (Lage)                  |                           |                |
| 5.10.4 | 2 Eichen                                                      | Heiligenkirchen Gutshof Wantrup (Lage)                          |                           |                |
| 5.10.5 | Kastanienallee                                                | Heiligenkirchen am ehemaligen Forsthaus Hartröhren (Lage)       |                           | weitere Bilder |
| 5.11.1 | 1 Eiche, 1 Roteiche                                           | Hiddesen am ehemaligen Forsthaus Donoperteich (Lage)            |                           |                |
| 5.11.2 | 1 Eiche                                                       | Hiddesen (Lage)                                                 |                           |                |
| 5.11.3 | 2 Eichen                                                      | Hiddesen Auf dem Brinke, Bereich „Heidehof“ (Lage)              |                           |                |
| 5.11.4 | 1000-jährige Eiche                                            | Hiddesen (Lage)                                                 | Im Januar 2011 umgestürzt |                |
| 5.11.5 | Gletscherschliff (Kiesgrube Kater)                            | Hiddesen (Lage)                                                 |                           |                |
| 5.11.6 | Steinbruch „Mordkuhle“                                        | Hiddesen (Lage)                                                 |                           |                |
| 5.12.1 | 1000-jährige Eiche                                            | Hornoldendorf Rittergut Hornoldendorf (Lage)                    |                           |                |
| 5.12.2 | Teich mit Gehölzbestand                                       | Hornoldendorf (Lage)                                            |                           |                |
| 5.12.3 | 6 Eichen                                                      | Hornoldendorf An der Wiembecke (Lage)                           |                           |                |
| 5.13.1 | Eselstein                                                     | Jerxen-Orbke (Lage)                                             |                           |                |
| 5.13.2 | 1 Eiche                                                       | Jerxen-Orbke (Lage)                                             |                           |                |
| 5.14.1 | Opfersteine                                                   | Leistrup-Meiersfeld (Lage)                                      |                           |                |
| 5.14.2 | Schalenstein                                                  | Leistrup-Meiersfeld (Lage)                                      |                           |                |
| 5.17.1 | 2 Eichen, 1 Linde                                             | Niederschönhagen Dorlastr. 20 (Lage)                            |                           |                |
| 5.18.1 | Mergelkuhle mit umgebenden Gehölzen                           | Nienhagen (Lage)                                                |                           | weitere Bilder |
| 5.21.1 | 1 Eiche                                                       | Oettern-Bremke Bremker Str. 65 (Lage)                           |                           |                |
| 5.23.1 | Rethlager Quellen                                             | Pivitsheide V.L. (Lage)                                         |                           | weitere Bilder |
| 5.24.1 | 6 Eichen                                                      | Remmighausen Hornsche Str. 280 (Lage)                           |                           |                |
| 5.24.2 | 2 Buchen, 1 Hainbuche                                         | Remmighausen Südhang des Schäferberges (Lage)                   |                           |                |
| 5.24.3 | 1 Eiche                                                       | Remmighausen Gut Lenstrup (Lage)                                |                           |                |
|        | Karstquelle bei der Ruine Falkenburg                          | Berlebeck (Lage)                                                |                           | weitere Bilder |